# Элберт (гора)
Элберт (англ. Mount Elbert) — гора в штате Колорадо в округе Лейк.
Высота — 4401 метров над уровнем моря, это высочайшая вершина штата и Скалистых гор, а в 48 континентальных штатах уступает лишь горе Уитни. Относительная высота — 2765 м.
Существует несколько маршрутов восхождения. Наиболее популярный — с востока, от Колорадской тропы. Наиболее сложный — Black Cloud Trail («Тропа чёрной тучи»), занимающая у восходителей 10-14 часов.